# Groote Beek
Die Groote Beek, auch Große Beek, ist ein Wasserlauf auf der Insel Usedom. Der Bach beginnt östlich des Ortes Pudagla am Schmollensee und verläuft circa 2,1 Kilometer in nordwestlicher Richtung durch eine feuchte Niederung bis zum Achterwasser. Ein in älteren Karten verzeichneter südlicher Seitenarm, der annähernd in Ost-West-Richtung verlief, hat keinen Zugang mehr zum Achterwasser.
1273 wurde der damals mit dem slawischen Namen Pritolniza bezeichnete Bach zusammen mit dem Dorf Pudagla vom pommerschen Herzog Barnim I. dem Kloster Grobe geschenkt. Neben den Fischereirechten wurde die Erlaubnis zum Bau einer Mühle erteilt.
Noch im 20. Jahrhundert war die Groote Beek nahe ihrer westlichen Mündung mit dem heute verlandeten Paschensee verbunden, der in früheren Jahrhunderten auch als Paskensee bezeichnet wurde. Bei Meliorationsmaßnahmen wurde die Niederung der Grooten Beek zur Grünlandgewinnung mit Entwässerungsgräben durchzogen. Zum Schutz vor Sturmhochwasser wurden beiderseits des Gewässers Deiche gebaut.
Nahe Pudagla quert die Bundesstraße 111 die Groote Beek. Eine zweite Querung befindet sich an der westlichen Mündung.